# ジャン3世・ド・ブリエンヌ
ジャン3世・ド・ブリエンヌ（Jean III de Brienne, ? - 1302年7月11日）は、ウー伯（在位：1294年 - 1302年）。ウー伯ジャン2世・ド・ブリエンヌとベアトリス・ド・サン＝ポルの息子。ジャン2世ともいわれる。

## 生涯
妻ジャンヌ・ド・ギーヌの祖父アルヌール3世は、1282年にフランス王フィリップ3世にギーヌ伯領を売却することを強いられ、ジャン3世は妻の相続権を主張するためにパリ議会に出廷した。ギーヌ伯の上級領主であるアルトワ伯ロベール2世は、この争いが自らに与える影響を心配していた。最終的にこの争いは1295年2月にジャン3世に有利な形で終結し、フィリップ3世はギーヌ伯領を返還することを余儀なくされた。
1302年7月11日、フランス東部の多くの騎士と同様、ジャン3世もコルトレイク近郊において金拍車の戦いで戦死し、フカルモン修道院に埋葬された。
1308年、ジゾール、のちにルーアンのバイイであったP. ダンジュストにより、すでに故人であったウー・ギーヌ伯およびその妻と、サンガット領主ロベール・ド・ギーヌとの間の争いに関して調査が行われた。この要求は間違いなくギーヌ伯の相続に関連していたが、後者の相続人がまだ未成年であったため、法律により警告された。
パリ大学修士のマユー・ル・ヴィランはアリストテレスの『気象論』のフランス語訳をジャン3世に捧げた。

## 結婚と子女
ジャン3世はギーヌ伯ボードゥアン4世の娘ジャンヌ・ド・ギーヌ（1331/2年没）と結婚し、以下の2子をもうけた。
- ラウル1世（1344年没） - ウー伯、ギーヌ伯[1]
- マリー - 早世[1]